# Manuela Malasaña Oñoro
Manuela Malasaña Oñoro (Madrid, 10 de març de 1791 - Madrid, 2 de maig de 1808) va ser una de les víctimes de l'Aixecament del 2 de maig de 1808 reprimit per les tropes napoleòniques destacades a la capital espanyola, la memòria de la qual és honrada com una de les heroïnes populars d'aquella jornada i de la posterior Guerra del Francès.
Era filla del forner francès Jean Malesange, castellanitzat "Malasaña", i de la seva esposa Marcela Oñoro. De professió brodadora, vivia al carrer de san Andrés núm. 18.
Les circumstàncies de la seva mort són discutides. Segons una versió dels fets, a imatge d'altres joves, es va incorporar a la defensa del Parc d'Artilleria de Monteleón, situat en la posteriorment batejada com a Plaça del 2 de maig, liderada pels oficials Luis Daoíz i Pedro Velarde, facilitant el subministrament de pólvora i municions. Segons altres versions, Malasaña hauria quedat en el seu taller a l'abric de la lluita, però en creuar-se amb una patrulla de soldats francesos, aquests haurien intentat abusar d'ella mentre la registraven, i en defensar-se, hauria deixat al descobert les tisores pròpies de la seva professió que portava al damunt. Acusada llavors d'ocultar una "arma", va ser executada i el seu cos registrat amb el núm. 74 en la relació de 409 víctimes que es conserva en els arxius militars i municipals de Madrid, estudiats en 1908.
Va ser enterrada a l'Hospital de la Buena Dicha, al carrer de Silva, que havia estat fundat en 1594 i que acollia la gent pobra. En aquest lloc van ser atesos molts dels ferits en aquest dia del 2 de maig i enterrats molts dels caiguts.
El seu retrat es troba a la Sala d'Heroïnes del Museu de l'Exèrcit.
Manuela havia de ser famosa al seu barri per la seva joventut i simpatia, i el fet de morir tan jove i lliurant la seva vida a la causa de la llibertat va fer que es creés entorn de la seva memòria una gran llegenda d'heroïna. Madrid va dedicar a la seva memòria un barri: el barri de Malasaña. Així mateix, a Madrid, prop del carrer on vivia (San Andrés), es troba el carrer amb el seu mateix nom. Móstoles li va dedicar temps després un carrer i una estació de metro a la Línia 12.